# Рецептор эритропоэтина
Рецептор эритропоэтина (EpoR) — белок, который кодируется у людей геном EpoR. Пептидная цепь EpoR имеет атомную массу 52 кДа, атомная масса гликопептида вместе с единственной углеводной цепью — 56—57 кДа (по другим данным , 66—105 кДа). EpoR принадлежит к семейству цитокиновых рецепторов. EpoR присутствует на мембране в виде гомодимеров, которые при связывании с лигандом эритропоэтином (Epo) меняют свою конформацию. Эти изменения конформации вызывают аутофосфорилирование киназы Jak2, которая связана с ним изначально, это связано с активностью Jak2. Сегодня наиболее аргументированной функцией EpoR является способствование распространению эритроидных предшественников и спасению их от апоптоза. Субъединицы EpoR также способны образовывать гетеродимеры с другими белками-рецепторами — βcR и EPHB4.

## Механизм действия
Цитоплазматические домены EpoR содержат ряд фосфотирозинов, фосфорилированных Jak2 и служащих местами стыковки для различных активаторов внутриклеточного пути. 
В дополнение к активации Ras/Akt и ERK/MAP киназы, фосфатидилинозитол 3-киназы/AKT пути и STAT транскрипционных факторов, фосфотирозины также служат в качестве стыковочных участков для фосфатаз, отрицательно воздействующих на сигнализацию EpoR, что предотвращает сверхактивацию.

### Выживание клеток эритроидного ряда
Главная роль EpoR — стимулировать быстрое распространение клеток-предшественников эритроцитов и спасение этих клеток от гибели.
EpoR вместе с фактором транскрипции GATA-1, вызывает транскрипцию белков, способствующих сохранению Bcl-xL.
Кроме того, EpoR задействован в подавлении экспрессии рецепторов гибели Fas, Trail и TNFa, которые негативно влияют на эритропоэз.
До сих пор неизвестно, непосредственно ли Epo/EpoR служит причиной распространения и дифференцировки предшественников эритроцитов в естественных условиях, поскольку эффекты были описаны на основе работы in vitro.

### Дифференцировка эритроидного ряда
Есть основания полагать, что дифференцировка эритроидного ряда в основном зависит от присутствия и индукции таких транскрипционных факторов, как GATA-1, FOG-1 и EKLF, а также от супрессии таких миелоидных и лимфоидных факторов, как PU.1. Прямые эффекты сигнализации EpoR — индукция эритроид-специфичных генов, как бета-глобин, которые в основном плохо поддаются изучению. Известно, что GATA-1 может провоцировать экспрессию EpoR. В свою очередь, сигнальный путь PI3-K/AKT увеличивает активность GATA-1.

### Клеточный цикл эритроидного ряда
Распространение EpoR, вероятнее всего, зависит от типа клеток. Известно, что EpoR может активировать митогенные сигнальные пути и управлять распространением разнообразных неэритроидных и раковых клеток.  
Благодаря сигнализации EpoR, CFU-e-предшественники входят в клеточный цикл во время индукции GATA-1 и подавления PU.1. Во время следующих этапов дифференцировки размер клетки уменьшается, а в самом конце ядро выбрасывается наружу. Выживание клеток на этих этапах как раз и зависит от сигнализации EpoR. Также сигнализация EpoR влияет на распространения BFU-e предшественников, которые еще не были достаточно хорошо изучены. 
Кроме того, из некоторых данных о макроцитозе при гипоксическом стрессе (когда Epo увеличивается в тысячи раз) следует, что в последующих этапах митоза практически нет, а экспрессия EpoR очень низкая (или отсутствует). Это нужно для того, чтобы как можно скорее обеспечить доступ к запасу эритроцитов. Эти данные доказывают, что ограниченная способность распространяться зависит от Epo, а не от других факторов. EpoR в дифференцировке эритроидного ряда может функционировать в первую очередь как фактор выживания, в то время как его влияние на клеточный цикл в естественных условиях проявляется по прошествии некоторого времени. В других клеточных системах EpoR может обеспечить определенный пролиферативный сигнал. 

### Участие мультипотентных предшественников в дифференцировке эритроидного ряда
На данный момент роль EpoR в дифференцировке неясна. Экспрессия EpoR может увеличиваться ещё в отделе гемопоэтических стволовых клеток. Неизвестно, какую роль играет сигнализация EpoR в ранней стадии производства эритробластов: разрешающую (то есть индуцирующую только выживание) или инструктирующую (то есть активирующую маркёров для блокировки предшественники на заданной траектории дифференцировки). 
Текущие публикации предполагают, что в первую очередь они играют разрешающую роль. Производство BFU-e и CFU-e предшественников было нормальным в эмбрионах грызунов с нокаутированным Epo, равно как и с нокаутированным EpoR. Однако при добавлении Epo или при гипоксическом стрессе число BFU-e и CFU-e крайне сильно возрастает. В любом случае, неясно, какую из двух ролей всё же играет EpoR. Дополнительные вопросы вызывает информация о том, что пути, которые активирует EpoR, общие со многими другими рецепторами. А если заменить EpoR на пролактиновый рецептор, то всё равно идет поддержка дифференцировки и выживания эритроидного ряда, но эти данные, опять же, получены из исследований in vitro. В итоге эти данные говорят о том, что, вероятнее всего EpoR участвует в дифференцировке эритроидного ряда не неизвестной инструктирующей функцией, а его ролью в выживании мультипотентных предшественников.

## Исследование мутаций на животных
Мыши с усеченным EpoR жизнеспособны, что дает возможность предположить активность Jak2 достаточной для обеспечения эритропоэза без обязательного фосфотирозинового молекулярного докинга.
Мыши с вариантом рецептора EpoR-HM обладают мутировавшем из тирозина в 343 позиции фенилаланином, что делает молекулярный докинг Stat5 неэффективным. Эти мыши страдают анемией и дают слабый ответ на гипоксический стресс.
Мыши с нокаутированным EpoR имеют дефекты в сердце, мозге и сосудистой системе.

## Клиническое значение
Повышенное производство эритроцитов повышает шанс развития таких патологий, как тромбоз и апоплексический удар. Дефекты EpoR могут приводить к эритролейкозу и наследственному эритроцитозу. Мутации в Jak2-киназах, связанные с EpoR, также могут привести к истинной полицитемии.
Редко подобное сверхпроизводство эритроцитов просто повышает выносливость без отрицательных эффектов.